# へこき三良
へこき三良（へこきさんら）とは、儀間比呂志による創作絵本。

## あらすじ
むかし、沖縄島の北の外れ、海と山にはさまれた小さな村に、三良という働き者の若者がいた。妖怪キジムナーに向かって三良が屁をこいて、三良とキジムナーが川で魚を海に向かって、取り投げて、三良とキジムナーが海に向かって飛んで、魚が海に入り、竹箒を置いて、若者が刀を振る話。沖縄の創作童話。

## 関連商品
- NHKTPおはなしシリーズ TP13（NHKサービスセンター）